# Bouchy-Saint-Genest
Bouchy-Saint-Genest è un comune francese di 173 abitanti situato nel dipartimento della Marna nella regione del Grand Est.

## Società

### Evoluzione demografica
Abitanti censiti